# Секста
Се́кста (лат. sextus: шостий) — музичний інтервал між першим та шостим ступенем діатонічної гами.

## Види
Розрізняють 4 види:
- Велика секста — 4,5 тони (a).
- Мала секста — 4 тони (b)
- Збільшена секста — енгармонічно еквівалентна малій септимі (c)
- Зменшена секста — енгармонічно еквівалентна квінті (d)

## Співвідношення частот
| Стрій                   | Мала секста                       | Велика секста                     |
| ----------------------- | --------------------------------- | --------------------------------- |
| піфагорійський          | 5:8                               | 3:5                               |
| рівномірно темперований | {\displaystyle 1:{\sqrt[{3}]{4}}} | {\displaystyle 1:{\sqrt[{4}]{8}}} |

## Звучання
- Мала секста:
  - висхідна C-As
  - низхідна C-E
- Велика секста:
  - висхідна C-A
  - низхідна C-Es